# David Pearson

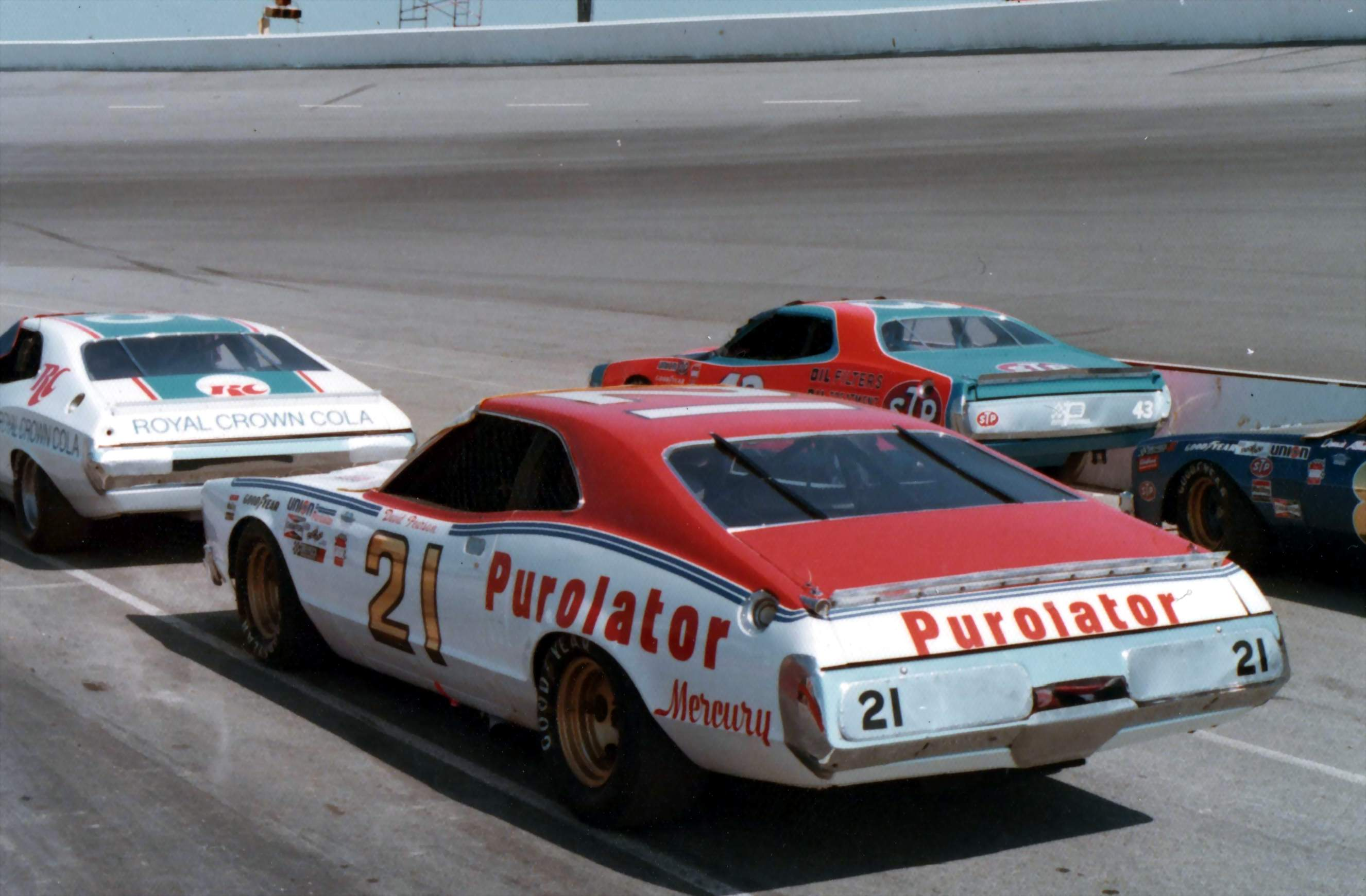
Carro de David Pearson na NASCAR na década de 1970.

David Gene Pearson (Spartanburg, 22 de dezembro de 1934 - Spartanburg, 12 de novembro de 2018) foi um piloto estadunidense da NASCAR, foi o campeão da categoria em 1966, 1968, 1969.